# Пінчук Юрій Анатолійович
Юрій Анатолійович Пінчук (3 листопада 1937, Київ — 22 грудня 2012) — український історик, доктор історичних наук, професор, дослідник проблем історіографії та джерелознавства України, заслужений діяч науки і техніки України.

## Біографічні відомості
Його дитинство припало на тяжкі роки війни та повоєнної відбудови. Після завершення школи (1955) відслужив в армії (1956—1959), брав участь в освоєнні цілини Північного та Західного Казахстану.
Закінчив військову радіотехнічну школу у Харкові. В 1965 р. закінчив Київський державний університет імені Т. Шевченка. Паралельно із навчанням працював старшим інженером в Українському науково-дослідному інституті міського господарства Києва.
У 1966–1968 рр. працював старшим інспектором у Міністерстві вищої і середньої спеціальної освіти УРСР.
В 1968—1971 рр. — аспірант, а в 1972—1973 рр. — молодший науковий співробітник Інституту Історії АН УРСР. З цим закладом пов'язаний найдовший період його наукової діяльності. В 1972 р. Пінчук захистив кандидатську дисертацію на тему «М. І. Костомаров як історик України» (науковий керівник: член-кореспондент АН УРСР І. О. Гуржій). Монографія про Костомарова, підготована тоді до друку, побачила світ лише в 1984 р., однак саме ця постать залишилася найголовнішим предметом історіографічних студій дослідника.
У 1973—1979 рр. Ю. Пінчук начальник сектору суспільних наук Президії АН УРСР, в 1979—1986 рр. — старший, а в 1986—1988 рр. — провідний науковий співробітник. В 1986 р. історик захищає докторську дисертацію на тему «Роль народних мас у Визвольній війні 1648—1654 рр. і возз'єднанні України з Росією (історіографія проблеми)».
У 1988—1990 рр. очолює сектор історичної географії і картографії, а з 1990 по 2006 р. стає завідувачем відділу української історіографії. Загалом у цьому відділі науковець пропрацював два десятиліття. 
У 2001 р. Пінчук отримує звання професора за спеціальністю історіографія, джерелознавство та спеціальні історичні дисципліни.
З 2010 р. до своєї смерті він працював Інституті української археографії та джерелознавства ім. М. С. Грушевського, де очолював відділ пам'яток духовної культури і був заступником голови спеціалізованої вченої ради по захисту дисертацій.
Ю. А. Пінчук тісно пов'язаний з Чернігівщиною. Як з'ясувалося, саме з цього краю походило його родинне коріння, чим сам історик дуже пишався. Довгі роки співпраці пов'язували Ю. А. Пінчука з Чернігівським державним педагогічним університетом імені Тараса Шевченка, почесним професором якого він був згодом обраний.

## Наукова діяльність
Автор низки студій з української історіографії та джерелознавства, зокрема праць, присвячених М. Грушевському, Д. Дорошенку, М. Костомарову, Т. Шевченку, І. Франку та ін.
У 1997—2006 — відповідальний редактор відновленого збірника «Історіографічні дослідження в Україні», заступник головного редактора «Історичного журналу», член редколегії багатотомної «Енциклопедії історії України».
У 2001 р. з ініціативи Ю. Пінчука виходить у світ «Энциклопедия жизни и творчества Н.И.Костомарова (1817–1885)», яка заклала академічні підвалини нової міждисциплінарної наукової галузі – костомаровознавства. У 2002 р. Ю. Пінчук започаткував традицію проведення спеціальних наукових форумів – Чернігівських Костомарівських читань. У 2018 р. відбулися XII «Костомаровські читання».
У 2005 р. було опубліковано оновлений і суттєво перероблений енциклопедичний довідник «Микола Костомаров: Віхи життя і творчості», в якому представлені академічні розробки у царині костомаровознавства. У 2012 р. Юрій Пінчук видрукував велику збірку своїх праць – «Вибрані студії з костомаровознавства».

## Нагороди[1]
- Лауреат премії ім. М.Костомарова НАН України (1993).
- Заслужений діяч науки і техніки України (1995).
- «Відмінник освіти України» (1996).
- Академік Міжнародної слов’янської академії наук (1998).
- Почесна грамота Верховної ради України (2006).

## Основні праці[2]
- Исторические взгляды Н.И. Костомарова (критический очерк). К., 1984
- Роль народных масс в Освободительной войне 1648–1654 гг. и воссоединении Украины с Россией. К., 1986
- Микола Іванович Костомаров, 1817–1885. К., 1992
- Історичні студії Миколи Костомарова як фактор формування самоусвідомлення української нації. К., 2009